# ابن المجدي
أحمد بن رجب بن طيبغا المجدي العلائي بن عبد الله شهاب الدين أبو العباس  عالم الفلك والرياضيات. ويعرف بابن المجدي نسبة إلى جده المقرالأشرف والأمير الأتابكي"طيبغا العلائي المعروف بابن المجدي، وقد كان هذا الجد أحد قيادات الجيش المشاهير في عصر المماليك.

## نشأته
ولد العالم ابن المجدي بالقاهرة عام 767هـ -1366م ونشأ بها، وحفظ القرآن الكريم ودرس ألفية ابن مالك في النحو وتفقه على كتاب: أبو زكريا يحيى النووي (ت 677هـ -1278م) منهاج الطالبين وعمدة المفتين، وتفقه على مجموعة من الشيوخ منهم: أبو البقاء الدميري (ت800هـ -1397م) و جمال الدين محمد بن المارديني (ت 809هـ - 1406م) و سراج الدين البلقيني (ت 805هـ -1402م). وقد جد ابن المجدي في طلب العلم، وبرع ابن المجدي في عدة فنون وعلوم، ووصف بفرط الذكاء، وبأنه كان رأس الناس في كثير من العلوم وفي مقدمتها: علم الفلك والرياضيات من حساب مثلثات والحساب العددي والهندسة والجداول الرياضية والتقويم والنحو والفقه.

## حياته
وتخرج على يديه مجموعة من التلاميذ صاروا علماء، ومن أشهرهم: ابن الجيعان أبوزكريا الدمياطي الذي لازم ابن المجدي، وأخذ عنه علوم الرياضيات وتفوق فيها، والمناوي حسن بن على بن محمد البدر (ت 813هـ -1410م) وأخذ عنه الحساب والفلك. وكان ابن المجدي يعيش ملازما لداره المجاورة لجامعة الأزهر، وقد استغنى عن الحاجة إلى غيره، فقد كان يعيش من عائد أرض وعقارات ورثها عن أبيه وجده، بل إنه كان ينفق من ماله على طلبته الفقراء. وقد استمر ابن المجدي في طريقة حياته الجميلة إلى أن ودع الدنيا عن عمر بلغ أربعة وثمانين عاما عام (850هـ -1447م)
وقد أشاد كثير من العلماء ومنهم جلال الدين السيوطي بعقلية ابن المجدي وتواضعه ومستواه العلمي، وبأنه رأس الناس في الرياضيات بأنواعها وعلم الفلك بلا منازعة، وبأن له مصنفات فائقة. ومن أهم إنجازات ابن المجدي العلمية أنه أضاف جديداً في الفلك لمعرفة كيفية التعرف على حال كوكب معين في وقت معين، ومعرفة الظل الواقع في السطح الموازي للأفق في أي وقت معين، ومعرفة الظل الواقع في السطح الموازي لمعدل النهار وسمته، وإخراج الجهات بارتفاع قطب المعدل للنهار، ومعرفة الجهات على أي سطح فرض من الأسطحة القائمة والمائلة والساعات الفلكية، بالإضافة إلى التعرف على ارتفاع الشمس إذا ألقت شعاعها في موضع لا يمكن الوصول إليه. واهتم بدراسة الكواكب في حالاتها المختلفة منها: زحل والقمر وقد برهن ابن المجدي على جميع مسائل كتاب سبط المارديني الدر المنثور في العمل بربع الدستور بواسطة الخطوط وأشكالها، وبواسطة طريق النسبة وترتيب حدودها، وبواسطة الطرق الهندسية وذلك في كتابه إرشاد السائل في أصول المسائل . وقد وضع ابن المجدي مباحث هامة في معرفة عمق الآبار، وسعة الأنهار، ومسافة ما بين الجبلين، وأيهما أقرب للسائر في الطريق.

## مؤلفاته
وقد قربت مؤلفات ابن المجدي من خمسين كتابا ورسالة ومقال معظمها في الفلك والرياضيات، وهي في معظمها مخطوطات بدور الكتب العربية والأجنبية
ومن أهم كتب ابن المجدي في الرياضيات:
- - المبتكرات في الحساب
  - حاوي اللباب وشرح تلخيص الحساب
  - الدوريات

ومن بين مؤلفاته الهامة في الفلك:
- - رشاد السائل إلى أصول المسائل
  - رشاد الحائر في العمل بربع الدائرة
  - الاستيعاب للعمل بصدر الأوزة وجناح الغراب، وهو مرتب في مقدمة وعشرمقالات وخاتمة
  - الإشارات في كيفية العمل بالمحلولات
  - بهجة الألباب فيعلم الأسطرلاب
  - التسهيل والتقريب في طرق الحل والتركيب، وهو كتاب في تقويم الكواكب السبعة وكيفية حلها وتركيب جداولها والعمل بها
  - الدر في مباشرة القمر
  - دستور النيرين
  - الدر اليتيم في حل الشمس والقمر
  - الدر اليتيم في تعديل القمر
  - كنز اليواقيت في الكشف عن أصول التوقيت
  - الكواكب المضيَّة في العمل بالمسائل الدورية
  - المنهل العذب الزلالفي معرفة حساب الهلال
  - المنهل العذب الزلال في تقويم الكواكب السبعة ورؤية الهلال
  - الضوء اللائح في أصول التسطيح ورسم الصفائح
  - كشف الحقائق في حساب الدرج والدقائق [4] أو «زبد الرقائق في حساب الدرج والدقائق»[4]

وكتب بعض الرسائل في الفلك من أهمها:
- - معرفة الأوساط
  - العمل بالجيب
  - تعديل زحل
  - الدوحات المزهرات في العمل بربع المقنطرات
  - العمل المرسوم بربع المقنطرات
  - استخراج التواريخ بعضها من بعض
  - تعديل الشمس والقمر
  - تعديل القمر المحكم
  - تقويم الكواكب
  - الربع المستتر
  - الربع الهلالي
  - فضل الدائر على البسائط والقائمات والمائلات
  - ربع الشكازية